# Julio Álvarez Cerón
Julio Álvarez Cerón (San Fernando, 1889-Bucaramanga, 1968) fue un militar e ingeniero español. Durante la Guerra Civil luchó en el bando republicano, estando a cargo de los transportes militares. Tras la contienda marchó al exilio y se instaló en Colombia, país en el que hizo carrera.

## Biografía
Nacido en el municipio gaditano de San Fernando en 1889, ingresó en el ejército y cursó estudios en la Academia de Artillería de Segovia. Estuvo destinado en el Marruecos español, donde reorganizó el servicio automovilístico y ostentó la jefatura de los talleres del Parque de Artillería de Larache.
En 1936, cuando estalló la Guerra Civil, ostentaba el rango de comandante de artillería y estaba al frente del Parque Automovilístico. Durante la contienda Álvarez Cerón organizó los transportes en Madrid y la retaguardia republicana. A partir de 1938 estuvo a cargo de los transportes del Grupo de Ejércitos de la Región Oriental (GERO), agrupación de unidades que actuó en la batalla del Ebro y en la campaña de Cataluña. Al final de la contienda marchó al exilio, instalándose inicialmente en Francia. 
En mayo de 1940 se trasladó junto a su familia hacia Colombia, país en el cual pasó a residir. En 1941 fue puesto al frente del Instituto Industrial Dámaso Zapata, con sede en Bucaramanga. Álvarez Cerón también tuvo un importante papel en la creación y consolidación de la Universidad Industrial de Santander, institución de la cual fue rector entre 1952 y 1957. Falleció en diciembre de 1968 en el municipio de Bucaramanga.

## Familia
Tenía un hermano, José, que también era militar profesional y ocupó puestos de mando en el Ejército republicano.